# Virgil Todoran
Virgil Todoran (n. secolul al XIX-lea – d. secolul al XX-lea) a fost un deputat în Marea Adunare Națională de la Alba Iulia, organismul legislativ reprezentativ al „tuturor românilor din Transilvania, Banat și Țara Ungurească”, cel care a adoptat hotărârea privind Unirea Transilvaniei cu România, la 1 decembrie 1918 :pp. 71-72 .

## Biografie
A fost ales delegat la Marea Adunare Națională de la Alba-Iulia de către Consiliu Comunal din Nicula :pp. 71-72.

## Activitatea politică
Ca deputat în Adunarea Națională din 1 decembrie 1918 a fost delegat al Cercului electoral Gherla :pp. 71-72.